# I Miss You (EP)
I Miss You  (hangul: 보고싶어; rr: Bogosipeo) é o sexto mini-álbum do girl group sul-coreano Girl's Day. Foi lançado em 15 de outubro de 2014, com a canção de mesmo nome usada como faixa principal do álbum.

## Antecedentes
A Dream Tea Entertainment anunciou em 2 de outubro de 2014 que o grupo lançaria uma canção de balada na metade de outubro. A canção foi produzida por Duble Sidekick, que já havia trabalhado com o grupo, incluindo "Something" e "Darling".
Em 8 de outubro de 2014, a agência do grupo revelou que o álbum seria lançado na forma de cartão inteligente, apontado como o primeiro do mundo. O cartão inclui a faixa-título, juntamente com quatro canções lançadas anteriormente e é necessário uma comunicação por campo de proximidade (NFC, no inglês) do smartphone capaz de acessar o conteúdo através da Kihno.
O vídeo musical da faixa principal foi lançado em 15 de outubro de 2014.

## Promoções e lançamento
Girl's Day anunciou que elas não promoveriam "I Miss You" nos programas musicais semanais.
Na sequência ao lançamento do álbum, "I Miss You" conquistou um "all-kill" nas paradas musicais, alcançando o primeiro lugar em nove websites musicais coreanos: Mnet, Bugs, Soribada, Genie, Olleh Music, Naver Music, Daum Music, Monkey3 e Melon.

## Lista de faixas
| Lista de faixas |                                    |                              |                               |         |  |
| N.º             | Título                             | Letras                       | Música                        | Duração |  |
| 1.              | "I Miss You" (보고싶어; Bogosipeo) | Duble Sidekick               | Duble Sidekick                | 3:37    |  |
| 2.              | "Look At Me"                       | Duble Sidekick, Tenjo, Tasko | Duble Sidekick, Tenjo, Tasko  | 3:40    |  |
| 3.              | "Show You"                         | Duble Sidekick               | Duble Sidekick                | 4:01    |  |
| 4.              | "I Don’t Mind"                     | Girl's Day, Kang Jeon-myung  | Gregg Pagani, 1023Productions | 4:48    |  |
| 5.              | "White Day"                        | Nam Ki-sang, Daniel R.       | Nam Ki-sang, Radio Galaxy     | 3:07    |  |
| Duração total:  | Duração total:                     | Duração total:               | Duração total:                | 19:13   |  |

## Desempenho nas paradas

### Singles
| Título       | Melhores posições |
| Título       | KOR               |
| ------------ | ----------------- |
| "I Miss You" | 4                 |

## Histórico de lançamento
| Região        | Data                  | Formato          | Gravadora                                   |
| ------------- | --------------------- | ---------------- | ------------------------------------------- |
| Coreia do Sul | 15 de outubro de 2014 | Smart card       | Kihno                                       |
| Coreia do Sul | 15 de outubro de 2014 | Download digital | Dream Tea Entertainment, LOEN Entertainment |
| Mundial       | 15 de outubro de 2014 | Download digital | Dream Tea Entertainment, LOEN Entertainment |

## Créditos
- Sojin - vocais
- Yura - vocais, rap
- Minah - vocais
- Hyeri - vocais
- Duble Sidekick - produção, composição, arranjo, música